# Maeda Toshiie
Maeda Toshiie (前田 利家?; Arako, 15 gennaio 1538 – 27 aprile 1599) è stato un militare e daimyō giapponese che visse durante l'epoca Sengoku, tra i più famosi e influenti capi del clan Maeda.
Fu uno dei maggiori generali di Oda Nobunaga e uno dei membri del consiglio dei cinque reggenti. Suo padre fu Maeda Toshimasa. Era il quarto di sette fratelli, e il suo nome d'infanzia era "Inuchiyo" (犬千代?). La sua arma preferita era uno yari ed era conosciuto come Yari no Mataza (槍の又左?), mentre Matazaemon (又左衛門?) era il suo nome comune. Il titolo più alto che ricevette dalla corte fu Gran consigliere Dainagon (大納言?).

## Biografia
Toshiie nacque nel villaggio di Arako nel distretto di Aichi nella provincia di Owari e fu il quarto figlio di Maeda Toshiharu. Entrò al servizio di Oda Nobunaga nel 1551 come semplice servitore e alla fine divenne uno dei più importanti generali del periodo. Secondo un racconto dell'epoca fu esonerato per un certo periodo dal servizio di Nobunaga dopo aver ucciso un altro servitore Oda, ma rimase comunque vicino al suo signore. Dopo aver combattuto a Okehazama (1560) e Moribe (1561) Toshiie riconquistò il favore di Nobunaga e fu nuovamente riconosciuto come servitore. Combatté ad Anegawa (1570) , Nagashino (1575) e Tedorigawa (1577) e fu ricompensato con un feudo nella provincia di Echizen nel 1575 (Fuchū, 30.000 koku). Nel 1581 ricevette anche l'intera provincia di Noto.
Aiutò Shibata Katsuie nella guerra contro il clan Uesugi e prese parte agli assedi contro il castello Toyama e Uozu nel 1582. Dopo la morte di Nobunaga a Honnō-ji, si schierò inizialmente con Shibata Katsuie ma durante la campagna di Shizugatake cambiò alleanza a favore di Toyotomi Hideyoshi e come ricompensa ricevetta anche la provincia di Kaga. La ricchezza dei suoi domini fu accresciuta dalla scoperta dell'oro nella provincia di Noto nel 1584. Sostenne nuovamente Hideyoshi nella campagna di Komaki e successivamente liberò Suemori, uno dei suoi castelli che era stato assediato da Sassa Narimasa.
Sassa e Toshiie si scontrarono anche quell'anno intorno a Kanazawa nella provincia di Kaga. L'anno seguente si spinse nel territorio di Sassa e conquistò il castello Toyama di Narimasa nella provincia di Etchū. Il 18 gennaio 1586 i domini di Toshiie nella provincia di Etchū furono colpite da un potente terremoto che causò molti danni e provocò la morte di Maeda Hidetsugu, il fratello minore di Toshiie, e la moglie di Hidetsugu al castello di Kibune. Un ulteriore terremoto nel 1596 distrusse il castello di Fushimi di Toshiie. Toshiie prestò servizio nella campagna di Odawara (1590) e poi alle invasioni giapponesi della Corea (1592-93, 97-98).
Il feudo dei Maeda era valutato a circa 445.000 koku nel 1595, e Toshiie fu nominato uno dei cinque reggenti responsabili di mantenere il regno in sicurezza mentre Toyotomi Hideyori diventava maggiorenne. Fu anche nominato guardiano di Hideyori, un compito che Hideyoshi morente lo supplicò di sostenere. Onorò questo ordine di fiducia, ma si ammalò e morì nel 1599.
Dopo la sua morte, Toshiie fu deificato e consacrato come kami scintoista. Sebbene lo shogunato Tokugawa non fosse ancora iniziato, la deificazione dei daimyô era vista come una minaccia all'autorità dello shōgun; allora la deificazione di Toshiie fu eseguita segretamente (senza informare ufficialmente i Tokugawa), con il pretesto di spostare un santuario Hachiman nel complesso del castello di Kanazawa.

## Famiglia

### Padre
- Maeda Toshiharu (? - 1560)

### Madre
- Choureiin

### Moglie
- Matsu (1547 - 1617)

### Figli
- Maeda Toshinaga
- Maeda Toshimasa
- Maeda Tomoyoshi
- Maeda Toshitsune
- Maeda Toshitaka
- Maeda Toshisada